# Тамар Туманян
Тамар Туманян (на арменски: Թամար Թումանյան) е арменска архитектка.

## Биография
Тамар Туманян се ражда на 10 май 1907 г. в Тифлис, Грузия. Тя е най-малкото дете из между голямото многодетно семейство на един от най-великите разказвачи – Ованес Туманян. Тамар е десетото му дете, което се радва на ласкателното прозвище Севуг (черничко, мургавичко), заради черните като на врана коси. Тя е изключително дете и това проличава още в най-ранна възраст – първия си подвиг тя извършва на две годинки. В 1909 г. Ованес Туманян заедно с десетки други видни дейци на арменската култура е хвърлен от царското правителство в Метехенския затвор – уж за подривна революционна дейност. Веднъж в седмицата Олга – съпругата на поета, заедно с децата го посещава в затвора. Туманян моли надзирателите да прегърне малката си дъщеричка и незабелязано за останалите пъхва в пазвата ѝ изписан свитък с тънка хартия. Макар и неосъзнато момичето успява да спаси две забележителни произведения на своя татко – „Капка мед“ и стихотворението „Превал“.
Тамар учи в женската гимназия „Гаянян“ в Ереван. Завършва техническия факултет на Ереванския политехнически институт. От 1933 г. работи в архитектурната работилница на големия арменски архитект Александър Таманян. Избира си специалността на архитекта и става добър специалист. По нейни проекти са издигнати няколко сгради в Ереван и други градове в републиката. За своя труд е удостоена със званието „Културен деятел на Армения“. В 1966 година по-голямата сестра на Тамар, Ашхен – учредител и първи директор на музея „Туманян“ се разболява сериозно. Тамар без да се замисля оставя всички свои незавършени проекти и поема ръководството на музея.
Името на Тамар Туманян се свързва с тъй наречения „Златен век“ на музея. Музеят се превръща за дъщерята на поета в неин дом, в неин живот. Благодарение на усилията на Тамар се създава Научен съвет към музея, в чийто състав са включени имената на известни литературоведи, архитекти, художници. Активно участва в строителството на новия корпус на музея, по неин проект е създадена красивата диорама Лорийската клисура, с музикален съпровод из операта „Ануш“.
Семейството на Тамар Туманян подарява на държавата практически всички експонати, които са в музея. Става дума не само за архивни материали, но и за посуда, както и за уникалната библиотека на писателя, в която има над 8000 тома.
Тамар Туманян умира от рак през 1989 г. в Ереван.
Дъщерята на Тамар Туманян също е архитект.